# Everlasting Love (альбом Ванессы Уильямс)
Everlasting Love — седьмой студийный альбом Ванессы Уильямс, который вышел в США 25 января 2005 года.

## Об альбоме
Everlasting Love содержал кавер-версии соул-композиций 1970-х годов. Ванесса Уильямс исполнила большую часть песен в сопровождении Лондонского сессионного оркестра. Песни «Never Can Say Goodbye» и «With You I’m Born Again» записаны с участием Джорджа Бенсона, а в «I’ll Be Good With You» партию бэк-вокала исполнил Джеймс «D-Train» Уильямс .
Всего было продано более 60 000 копий альбома. Альбом занял 159-е место в хит-параде Billboard 200, а сингл «You Are Everything» благодаря ремиксам стал одним из самых известных клубных хитов лета. «You Are Everything» достиг шестнадцатого места в чарте Hot Adult Contemporary Tracks и поднялся на пятую строчку в хит-параде Billboard Hot Dance Club Songs.
На сайте AllMusic альбом оценили на три звезды из пяти. Энди Келлман отметил, что пластинка выдалась очень ровной: «Ничто не схватит вас за горло и не заставит волосы встать дыбом, но это нормально. Музыкальная карьера Уильямс почти всегда была связана с созданием услады для ушей больше, чем с чем-нибудь другим. И этот диск тоже создан на радость публике».

## Список композиций
1. «Tuning» — 0:18
2. «Never Can Say Goodbye» (c участием Джорджа Бэнсона) (кавер-версия The Jackson 5) — 5:03
3. «Midnight Blue» (кавер-версия Мелиссы Манчестер) — 3:47
4. «Show and Tell» (кавер-версия Эла Уилсона) — 4:11
5. «Let’s Love» (кавер-версия The Ohio Players) — 4:56
6. «First Time Ever I Saw Your Face» (кавер-версия Роберты Флэк) — 5:42
7. «Everlasting Love» (кавер-версия Rufus и Чаки Хан) — 4:28
8. «With You I’m Born Again» (дуэт с Джорджем Бенсоном) (кавер-версия Билли Престона и Сириты Райт) — 3:53
9. «Send One Your Love» (кавер-версия Стиви Уандера) — 3:41
10. «You Are Everything» (кавер-версия The Stylistics) — 3:45
11. «One Less Bell to Answer» (кавер-версия The 5th Dimension) — 4:06
12. «I’ll Be Good to You» (дуэт с Джеймсом «D-Train» Уильямсом) (кавер-версия The Brothers Johnson) — 4:29
13. «Harvest for the World» (кавер-версия The Isley Brothers) — 5:21
14. «Today and Everyday (Wedding Song)» — 4:49